# Образование Чарли Бэнкса
«Образование Чарли Бэнкса» (англ. The Education of Charlie Banks) — американский фильм, вышедший на экраны в 2007 году, дебютная режиссёрская работа основателя группы «Limp Bizkit» Фреда Дёрста. Мировая премьера фильма состоялась на кинофестивале «Трайбека», где он стал победителем в номинации «Лучший художественный фильм о Нью-Йорке».

## Сюжет
В подростковом возрасте Чарли Бэнкс испытывал страх и трепет перед «грозой района» Миком Лири. Став свидетелем жестокой драки, которую устроил тот, Чарли дал показания полиции. Несмотря на то, что позже, испугавшись последствий он их забрал, Лири всё же был приговорён к трём неделям ареста. 
Бэнкс поступил в колледж, обзавёлся друзьями и девушкой. Но Лири вновь появился в его жизни. Кажется, что парень сильно изменился, стал рассудительнее и спокойнее, да и его отношение к Чарли выглядит вполне дружеским. Но что-то всё-таки идёт не так, и когда Чарли Бэнкс узнаёт, что Мик имеет серьёзные проблемы с законом, он встаёт перед дилеммой: поверить в то, что тот искренне пытается измениться, либо вновь сдать его полиции.

## Релиз и отзывы
После премьеры фильма на кинофестивале «Трайбека», права на него были куплены независимой студией «Anchor Bay Entertainment», состоялся показ фильма в кинотеатрах, затем он был выпущен на DVD.
На сайте Metacritic оценка фильма составляет 50 баллов из 100 на основе 9 обзоров, на Rotten Tomatoes из 27 рецензий кинокритиков 48% являются положительными.

## Актёрский состав
- Джесси Айзенберг — Чарли Бэнкс
- Джейсон Риттер — Мик Лири
- Ева Амурри — Мэри
- Кристофер Маркетт — Дэнни
- Себастиан Стэн — Лео
- Глория Вотсис — Ниа
- Деннис Буцикарис — отец Бэнкса